# Molí del Mas d'en Folch
Molí del Mas d'en Folch és una obra de Tarragona inclosa a l'Inventari del Patrimoni Arquitectònic de Catalunya.

## Descripció
Encara queda algun vestigi com ara la bassa i el seu cacau, totalment identificables. Al lloc, actualment, hi ha un taller de marbre.

## Història
El nom d'aquest molí no es segur i, per tant, posat en dubte.